# Kröppen
Kröppen är en kommun och ort i Landkreis Südwestpfalz i förbundslandet Rheinland-Pfalz i Tyskland.
Kommunen ingår i kommunalförbundet Verbandsgemeinde Pirmasens-Land tillsammans med ytterligare nio kommuner.